# Pizzo Ruscada
Il Pizzo Ruscada (2.004 m s.l.m.) è una montagna delle Alpi Ticinesi e del Verbano nelle Alpi Lepontine.

## Descrizione

Pizzo Ruscada in una fotografia scattata da un pallone aerostatico nel 1909

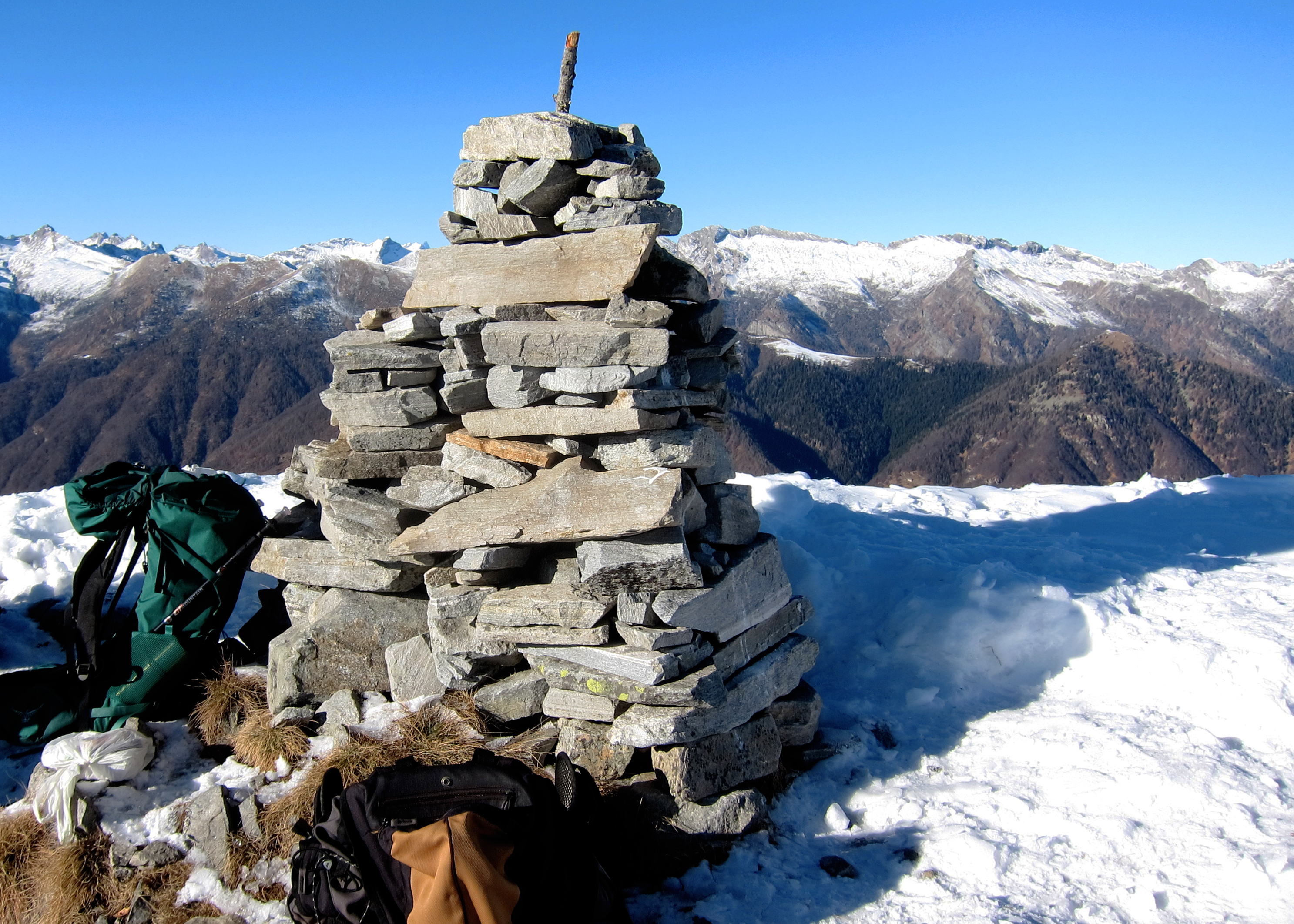
L'ometto di vetta del Pizzo Ruscada nel gennaio 2022

La cima del Pizzo Ruscada si trova nel Canton Ticino (Svizzera). La montagna è collocata tra la Valle Onsernone, Centovalli e la Val Vigezzo. Per raggiungere la vetta si può partire da diverse località come ad esempio: in Val Vigezzo da Dissimo, Ribellasca e Olgia mentre in Centovalli da Lionza, Costa oppure in Valle Onsernone da Comologno. L'ascesa per la via normale non presenta difficoltà alpinistiche ed è classificata con difficoltà escursionistica E.